# Pedro al II-lea al Portugaliei
Pedro al II-lea (n. 26 aprilie 1648, Lisabona, Districtul Lisabona, Portugalia – d. 9 decembrie 1706, Alcântara⁠(d), Districtul Lisabona, Portugalia), a fost regent (1668–1683) și al 23-lea (sau 24-lea potrivit unor istoricii) rege al Portugaliei (1683–1706).